# 沙宅孫登
沙宅 孫登（さたく そんとう、生没年不詳）は、百済の官吏。官位は達率。

## 記録
671年（天智天皇10年11月）に、郭務悰らとともに来倭している。
この時の構成員は、郭務悰ら600人のほかに、孫登ら1,400人からなり、後者は前年からの新羅間の抗争の避難民であるとも推定されてきたが、その中には、道久・筑紫薩夜麻・韓嶋裟婆・布師磐（あるいは土師富杼・氷老・弓削元実児）らといった、白村江の戦いなど百済復興戦争で捕虜となった倭人も含まれていたとされ、捕虜返還と交換に唐への軍事的協力を得ることが主目的であった可能性もある。
当時の近江朝廷は、同年12月の天智天皇の崩御などの混乱があり、十分な対応ができなかったものと見られる。翌672年（天武天皇元年3月）に、阿曇稲敷を筑紫国に派遣し、天智天皇の喪を公表している。
筑紫薩夜麻らが無事倭国に帰還できたことは、後の持統天皇が大伴部博麻に告げた言葉で分かるが、沙宅孫登らのその後の動向については不明である。